# Lee, Massachusetts
Lee är en kommun (town) i Berkshire County i delstaten  Massachusetts, USA. Vid folkräkningen år 2000 bodde 5 985 personer på orten. Den har enligt United States Census Bureau en area på totalt 70 km² varav 1,6 km² är vatten.

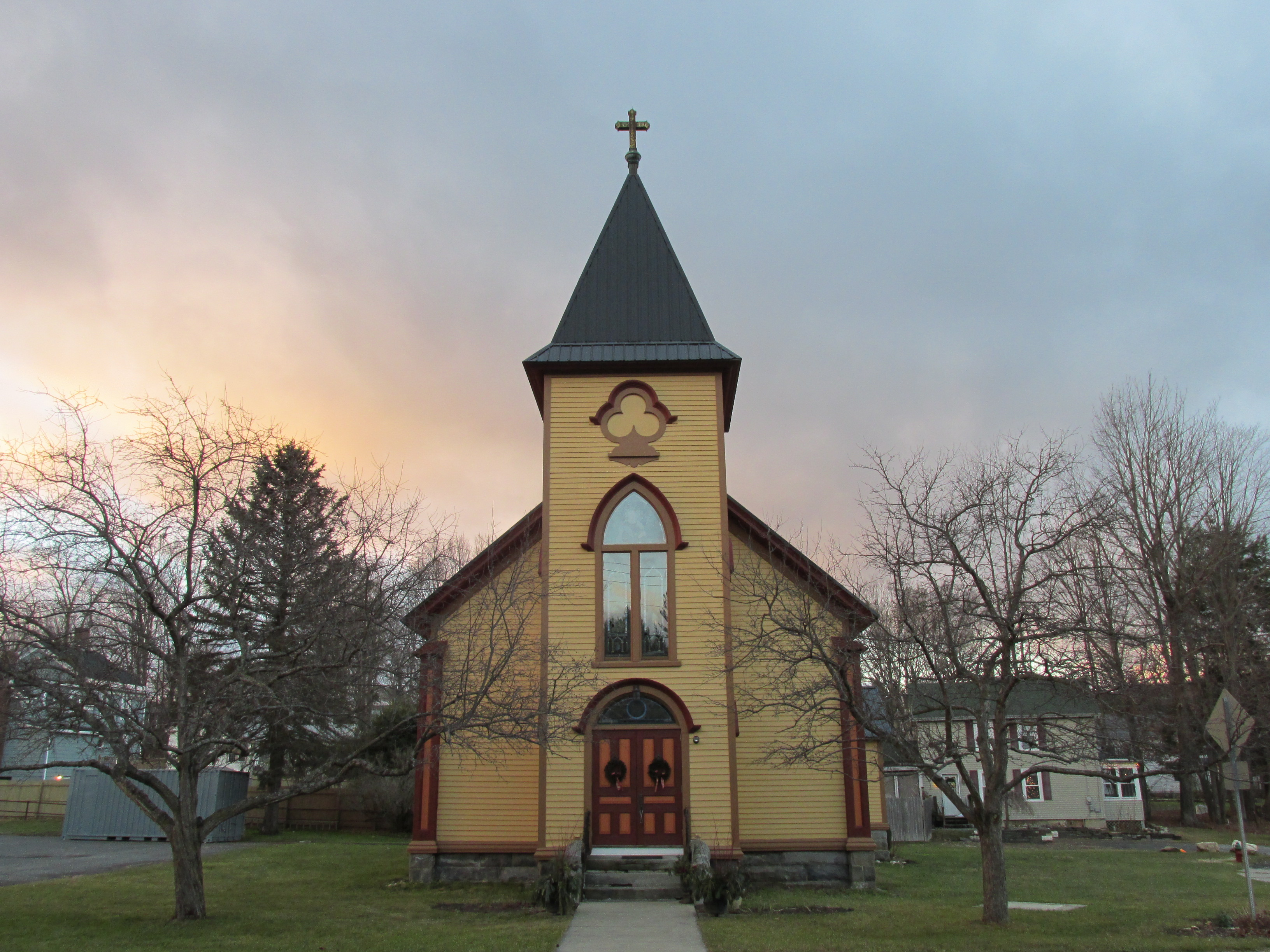